# 岩屋コミバス

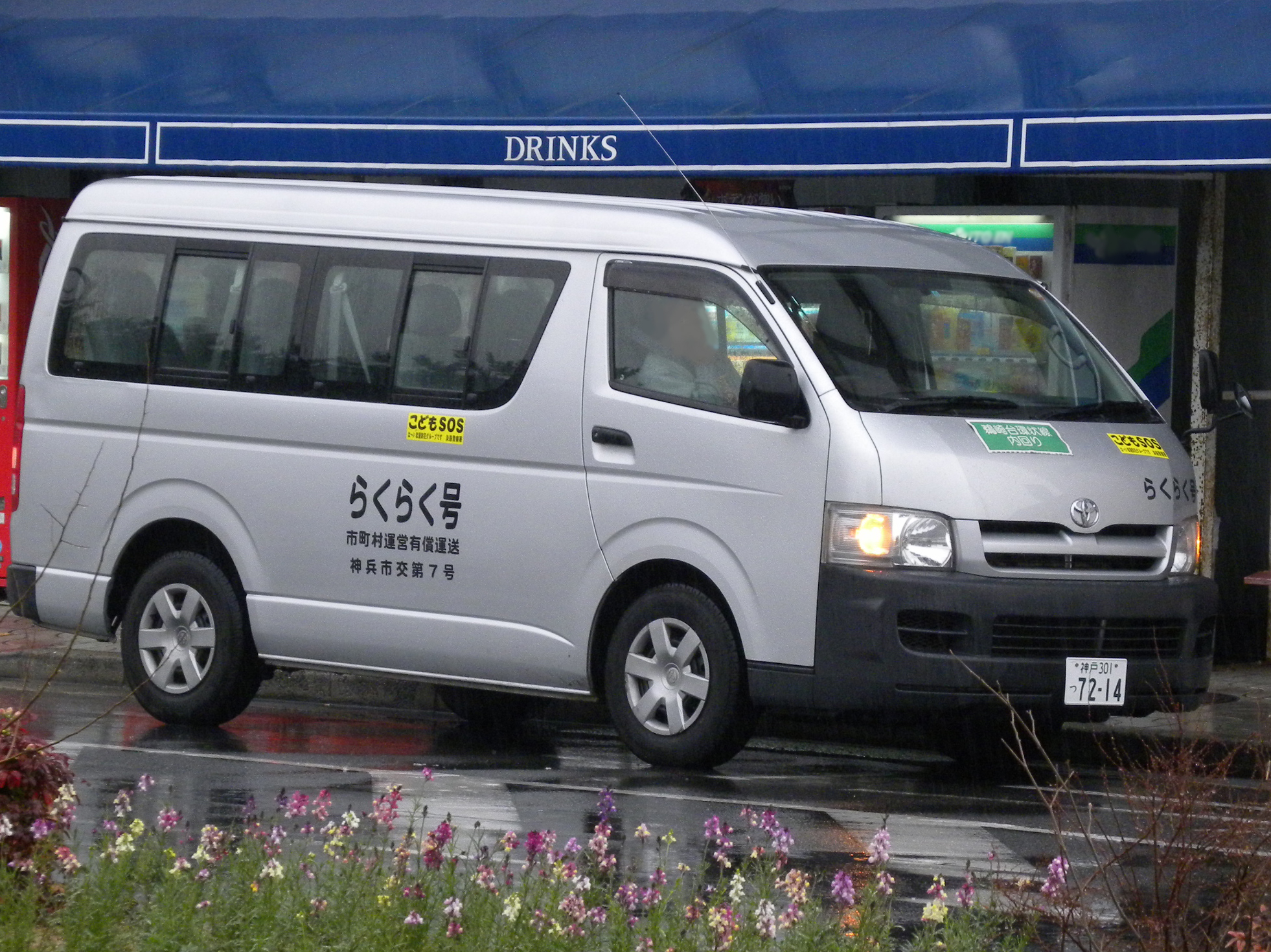
岩屋コミバスの車両

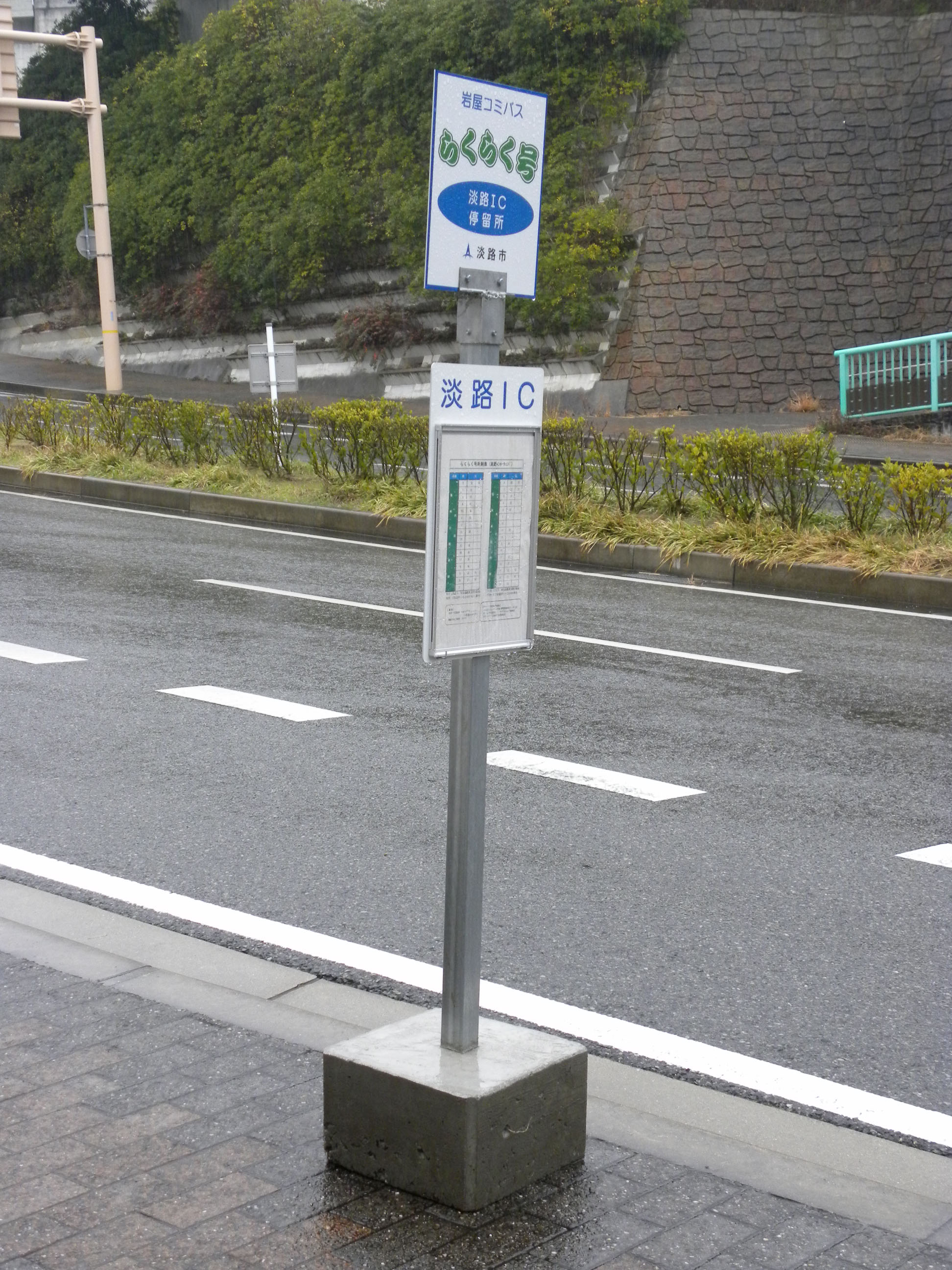
岩屋コミバスのバス停

岩屋コミバス（いわやコミバス）は、兵庫県淡路市が岩屋地域で運行するコミュニティバス（自治体バス）である。正式名称は淡路市岩屋コミュニティバス、愛称は「らくらく号」（2022年9月まで）・「バンバンバス」（2022年10月以降）。

## 概要
- 運行形態は、道路運送法の規定に基づく自家用バスによる有償運送である。一般社団法人「やすらぎ会」に運行を委託している。
- 運賃は、1乗車につき300円（2022年9月まで）・100円（2022年10月以降）均一。

## 沿革
- 2009年10月1日：らくらく号運行開始。
- 2010年4月19日：鵜崎台環状線を淡路ICシャトル便として、岩屋ポートビル - 淡路IC - 淡路栄光園間に路線縮小。
- 2010年11月14日：淡路ICシャトル便を運行休止。
- 2022年10月1日：「らくらく号」と美湯松帆の郷など3観光施設が共同で、各施設を無料で回っていた旧「バンバンバス」を統合し、新「バンバンバス」として運行開始。ダイヤ改正及び運賃見直し実施。[2]
- 2023年10月1日 全便聖隷淡路病院発着となる。

## 現行路線
横断ルート
斜字は一部便停車しない
- 聖隷淡路病院 - 南鵜崎 - 鵜崎 -  岩屋中学校 - 岩屋ポートターミナル - 道の駅あわじ・淡海荘 - 港池公園 - 美湯松帆の郷

## 休廃止路線
鵜崎台環状線
- 南鵜崎 - 岩屋ポートターミナル - 淡路IC - 淡路栄光園

淡路ICシャトル便
- 岩屋ポートターミナル - 淡路IC - 淡路栄光園

鵜崎台環状線を短縮したもの。

## 車両
- トヨタ・ハイエースを使用する。